# غاري كروجر
غاري كروجر (بالإنجليزية: Gary Kroeger)‏ هو ممثل أمريكي، ولد في 13 أبريل 1957 في الولايات المتحدة.

## أعمال

### أفلام
- (1990) الرجل يدعى سارج

## وصلات خارجية
- غاري كروجر على موقع IMDb (الإنجليزية)
- غاري كروجر على موقع قاعدة بيانات الفيلم (الإنجليزية)